# Степной (Арзгирский район)
Степной — посёлок в Арзгирском районе (муниципальном округе) Ставропольского края России.

## География
Расстояние до краевого центра: 194 км.
Расстояние до районного центра: 31 км.
Юго-восточнее балка Зурмутая.

## История
На 1 марта 1966 года посёлок входил в состав Новоромановского сельсовета с центром в селе Новоромановское:8.
До 16 марта 2020 года входил в состав муниципального образования Новоромановский сельсовет.

## Население
| 1989 | 2002 | 2010 | 2014 | 2021 |
| ---- | ---- | ---- | ---- | ---- |
| 139  | ↘48  | ↘29  | →29  | ↘5   |

Согласно данным переписи 2002 года 77 % населения — даргинцы.
По сведениям администрации муниципального образования Новоромановского сельсовета, к 2016 году посёлок Степной состоял из 4 домов, в которых проживало 18 человек. В размещённом в том же году на официальном сайте сельсовета «Паспорте поселения» указано иное количество жителей — 36 человек, а также представлен национальный состав посёлка: русские — 2, даргинцы — 33, чеченцы — 1.

## Инфраструктура
- Школа № 12
- Производственные участки СПК «Родина»
- Общественное открытое кладбище площадью 4219 м²[12]

## Транспорт
Автодорога «Степной — Ленинский»
Автобусный маршрут «Арзгир — Довсун — Степной — Новоромановское»